# Goethestraße 17a (Mönchengladbach)

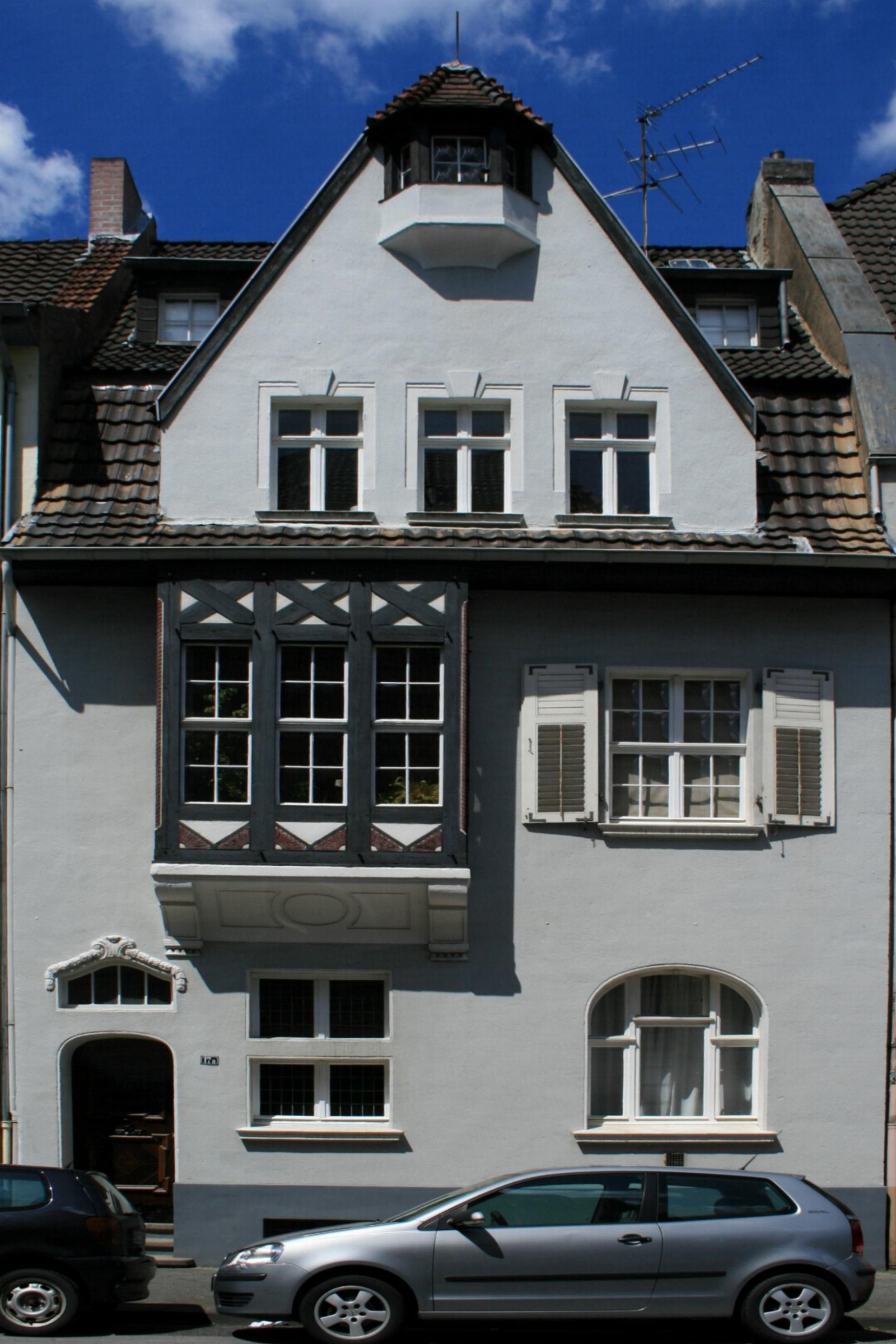
Wohnhaus (2010)

Das Wohnhaus Goethestraße 17a steht in Mönchengladbach (Nordrhein-Westfalen).
Das Gebäude wurde um 1910 erbaut. Es wurde unter Nr. G 044  am 23. September 1992 in die Denkmalliste der Stadt Mönchengladbach eingetragen.

## Lage
Die Goethestraße ist ein um die Jahrhundertwende erbautes Wohngebiet südwestlich der Eickener Straße.

## Architektur
Es handelt sich um ein traufständiges, zweigeschossiges zweiachsiges Wohnhaus mit glatt verputzter Fassade unter einem Mansarddach, Erker im ersten Obergeschoss und breitem, dreiachsigem Zwerchgiebel unter Krüppelwalmdach sowie zwei flankierenden Schleppgauben.